# 야마우치 가즈토요
야마우치 가즈토요(일본어: 山内一豊, 덴분 14년(1545년)/덴분 15년(1546년) ~ 게이초 10년 음력 9월 20일 (1605년 11월 1일))는 센고쿠 시대와 아즈치모모야마 시대, 에도 시대의 무장 겸 다이묘로, 도사번 초대 번주를 지냈다. 도사(土司) 야마우치(山内) 가문의 당주로 오다 노부나가, 도요토미 히데요시, 도쿠가와 이에야스 등을 섬겨 세키가하라 전투에 세웠던 이에야스측에 대한 공적을 인정받아 도사국 20만석을 받았다.
이와쿠라(岩倉) 오다 일족의 중신 야마우치 모리토요의 삼남이다. 어머니는 호슈니(法秀尼)라는 설이 있다. 조부는 야마우치 히사토요, 형에 주로, 동생에는 야스토요, 부인은 내조의 공으로 알려져 있는 겐쇼인(見性院, "지요(千代)"의 이름으로 유명하나, 실명인지 어떤지는 확실하지는 않다. 통칭은 이에몬(伊右衛門) 또는 이에몬(猪右衛門)이다. 후에 야스토요의 적남 · 다다요시(도사번 제2대 번주)를 양자로 한다.

## 태생과 읽기

### 태생
가즈토요가 태어난 야마우치 일족의 출신에 대해서는 에도 시대 후반에 작성되었던 "간세이 중수제가보(寛政重修諸家譜)"에 도사번의 제출했던 내용에 따르면 후지와라노 히데사토]의 자손인 슈도(首藤) 야마우치 일족의 분명한 후예는 센고쿠 시대 당시에는 다르게 빈고(備後)에 존재하고(이 야마우치 일족은 그 후 모리(毛利) 가문에 종속해, 에도 시대까지 이어진다)있는 한편, 가쓰토요의 야마우치 일족은 증조부 이전부터 8대에 해당하는 사람의 이름조차 전해지지 않았고, 정말로 슈도 야마우치의 후예인가 하는 것은 확실하지 않다. 또 아이즈(会津) 지방에서는 아시나(蘆名) 일족을 섬겼던 야마우치 가문(슈도 야마우치 일족의 서류)의 아들이 유랑하다 노부나가를 섬겼다는 것이 가즈토요라고 하는 전승도 있으나, 이것은 오와리 시대의 가즈토요의 사적과 합치하지 않기 때문에 부정되고 있다.
가즈토요의 야마우치 가문이 오와리국에 이름을 나타내게 된 것은 가즈토요의 조부ᆞ야마우치 히사토요부터 라고 생각된다. 그 이전에 대해서는 단바 산노미야성 근처를 거점으로 하고 있던 소호족에 해당한다고 여겨지고 있으나, 정확하지는 않다(그 가능성을 암시하는 사료는 남아 있다.). 단 가즈토요의 아버지 · 모리토요에 대해서는 오와리 가미시군을 지배하는 슈고다이(守護代) · 이와쿠라 오다 일족에 중신으로서 섬기고 있었다는 것은 틀림없다.

### 야마우치 가즈토요의 읽기
"야마우치(山内)"의 읽기에 대해서는, 많은 역사 참고서나 사전등에서는 "야마노우치"라는 훈으로 여겨져 왔다. 이것은, 먼저 썼던 대로 도사 야마우치 일족이 조상이라고 하는 슈도 야마노우치씨가 "야마노우치"라고 읽은 것에 의한다. 현재에 슈도 야마노우치 일족이 성씨의 근본으로 했던 가마쿠라(鎌倉) · 야마노우치 조(山内庄)의 지명은 "야마노우치"라고 읽는다.
한편, 가즈토요의 야마우치 일족은 이미 나온 "간세이쵸우슈제가보"에서는 "야마우치"라고 히라가나로 달려 있다. 또 요도 도노의 시녀인 오쿠라쿄노 쓰보네가 가즈토요를 향해 보냈던 서간이 현재도 야마우치 가문에 남아있으나 그 행선지는 히라가나로 "야마우치 쓰시마도노" 라고 되어 있어, 이러한 점들로부터 최근에는 "야마우치" 라고 읽는 것이 올바르다고 생각되고 있다.
다음에 "가즈토요(一豊)"의 읽기에 대해서는 일반적으로 "가즈토요" 라고 읽어오고 있었으나, 가즈토요가 이름을 가신에게 주었을 때부터 "가쓰토요"로 읽혔다고 고려되고 있다.
2006년에 방송되었던 NHK 대하드라마 공명의 갈림길(功名が辻)에서는 "가쓰토요", "가즈토요" 어느 것으로 읽을 것인가 제작사이드에서도 끝까지 문제가 되었다. 이것에 대해서, 현재의 야마우치 가문으로부터 "친근한 이름으로 불러주세요"라는 메시지가 있어서 "야마우치 가즈토요" 라고 읽게 되었다고 한다.

## 생애

### 입신
오와리 하구리군 구로다(黒田)에 있는 야마우치 가문의 거성이었던 구로다성에서 태어났다. 당시 야마우치 가문은 이와쿠라 오다 일족(당주는 오다 노부야스, 후에는 오다 노부타다)의 수하에 있었고, 아버지 · 모리토요는 가로로서 섬기고 있었으나, 그러나 이와쿠라 오다 일족은 동족인 유력자 · 오다 노부나가와 대립해, 가로인 야마우치 가문도 이것에 말려 들어간다. 우선 고지 3년(1557년)에 형 주로가 도적(오다 노부나가의 수하였다고 전해진다.)에게 구로다성을 습격당한 때에 전사했고, 게다가 에이로쿠(永禄) 2년(1559년)에 주가의 거성 · 이와쿠라이 낙성, 이 때에 아버지 · 모리토요가 전사하지 않고 자결했을 가능성이 높다, 이렇게 해 주가와 당주를 잃은 야마우치 일족은 흩어져 유랑하게 되었다.
가쓰토요 자신은 처음에는 가리야스카성(苅安賀城, 이치노미야시)의 성주 · 아자이 신바치로(浅井新八郎), 마쓰쿠라성 가카미가하라시(各務原市)의 성주 · 마에노 나가야스(前野長康), 그 후 오와리를 나가서 미노 마키무라성의 성주 · 마키무라 마사미씨(牧村政倫)나 오미 세타군(勢多城)의 성주 · 야마오카 가게타카 등을 섬겼다. 그러나 에이로쿠 11년(1568년)경에는 오다 노부나가를 섬겨 기노시타 히데요시(木下秀吉)의 요리키(与力)가 되었다고 여겨진다.
그 후, 겐키 원년(1570년) 9월의 아네가와 전투에서 첫 출진하여 덴쇼 원년(1573년) 8월의 아사쿠라(朝倉) 가문의 도네사카의 전투에도 참가해 얼굴에 중상을 입으면서도 적장 미타자키 간에몬(三段崎勘右衛門)을 죽였다.
이 때 가즈토요의 뺨에 박혔다고 전해지는 화살은 이 때 화살을 뽑았던 가신인 고토 다메기요의 자손이 가보로서, 현재 고치현 아키시의 역사 민속자료관에 소장되어있다.
"야마우치 가쓰토요의 부인"라고 불리는 겐쇼인과의 결혼은, 겐키 연간부터 덴쇼 원년(1573년)의 사이에 있었다고 보여진다.
이러한 공적들로 인해, 오미 아자이군 단 국(唐国, 현재의 히가시아자이군 도라히메정(唐国町) 지역)에서 400석을 받게 된다. 이 때에 히데요시가 자신의 가신을 거의 갖고 있지 않았던 것으로부터 그의 직신으로 입장을 바꿔다고 여겨진다. 또, 400석이라고 하는 봉록은 동료였던 아사노 나가마사 · 호리오 요시하루 · 나카무라 가즈우지등은 같은 시기에 100석대였던 것으로부터, 그들보다 한걸음 먼저 나오게 되었다.
이 후 덴쇼 5년(1577년)에는 하리마국 우네(有年) 우코시(赤穂市)내)를 중심으로 2000석을 배령받았다. 그 후에도 히데요시의 주고쿠 지방 공략에 가담해, 하리마의 미키성을 둘러싼 전쟁(미가합전)이나 이나바(因幡)의 돗토리성 포위 등에 참가하였다.

### 도요토미 막하의 소다이묘로서
노부나가의 사후에도 그래도 히데요시의 가신으로서 활약했다. 덴쇼 11년(1583년)의 시즈가타케 전투에서는, 그 전초전인 이세 가메야마성 공격에서 제일의 공적을 올렸다. 다음 해인 12년(1584년)의 고마키·나가쿠테 전투의 참가의 때에는 히데요시로부터 명령을 받아 이에야스를 포위하기 위한 부성 구축을 담당하였다. 이 후 히데요시의 조카 · 도요토미 히데쓰구의 숙로가 되어 덴쇼 13년(1585년)에는 와카사 다카하마성의 성주, 곧 오미 나가하마성의 성주가 되어 2만석을 다스린다. 이 시기에 같은 히데쓰구의 숙로로 나열된 사람은 다나카 요시마사·호리오 요시하루·나카무라 가즈우지·히토쓰야나기 나오스에 등이 있다. 또, 같은 년에 일어났던 덴쇼 대지진으로 인해 외동딸인 요네히메(与祢)를 잃었다. 이 즈음에 종5위 쓰시마노카미(対馬守)에 임명된다.
덴쇼 18년(1590년)의 오다와라 정벌에도 참전하여, 야마나카성 공격에 참가하였다. 곧 도토미국 가게가와(掛川)에 5만 1000석의 소령을 받았다. 가게가와에서는 성의 개수와 성아래 마을을 만드는 것을 실시해, 매번 홍수의 피해가 많았던 오이가와(大井川)의 제방의 건설이나 유로의 변경을 강 맞은편으로 명령해 슨푸성주·나카무라 가즈우지도 함께 행하고 있다.
임진왜란 때에는 히데쓰구의 숙로격이었던 제 다이묘와 함께 출병을 면했지만, 군선의 제조나 후시미의 보청 등을 담당해 인부를 바쳤다. 분로쿠 4년(1595년)에는 히데쓰구가 모반 혐의로 처형되어, 가쓰토요와 함께 히데쓰구를 섬기던 중신인 와타라세 시게아키가 히데쓰구를 변호하기 위해 할복하였다. 그러나 가쓰토요는 다른 숙로인 나카무라ᆞ호리오 등과 함께 무관계의 입장을 관찰해, 연좌를 면하였다. 이 때에 히데쓰구의 소령으로부터 8000석을 가증받았다.
히데요시의 사후인 게이초 5년(1600년)에는 고다이로(五大老)인 도쿠가와 이에야스를 섬겨 아이즈의 우에스기 가게카쓰(上杉景勝)의 토벌에 참가해, 이에야스가 비운 사이에 고부교(五奉行)인 이시다 미쓰나리등이 거병하자 동군에 가담하였다. 이 사이에, 가쓰토요는 시모쓰케국 오야마(小山)에서 있었던 군의에서 제장이 동군, 서군에의 거취를 방황하는 중에, 맨 먼저 자신의 거성인 가케가와성을 이에야스에게 제공하는 뜻을 발언해 환심을 샀다. 이 거성을 제공하는 안은 호리오 다다우지와 사전에 협의했을 때에는 다다우지가 제안하기로 한 것을 가로챘다고 한다.(아라이 하쿠세키(新井白石))"번한보(藩翰譜)" 단 도카이(東海)도 출신의 다른 다이묘인 나카무라 가즈우지가 죽음의 문턱에 있었고, 동시에 다다우지의 아버지 요시하루도 자객에게 습격을 받아 중상을 입고 있던 등 노련한 세대가 행동력을 잃고 있는 가운데 주변의 세력이 동군에 붙는 것을 가즈토요가 적극적으로 정리하고 있던 것은 사실이다. 미카와국 요시다성의 성주인 이케다 데루마사등도 이 시기, 가쓰토요와 가끔 접촉하고 있어, 이런한 협의를 하고 있었다고 고려되고 있다. 세키가하라 전투 본전에서는 모리(毛利)·조소카베(長宗我部)군 등의 견제를 담당해, 이렇다할 공훈은 없었지만 전투 전의 공적을 높게 평가받아 도사 국 1국·9만 8000석(다이코 검지의 때에 조소카베 일족이 제출했던 석고, 후에 야마우치 일족 자신의 검지에서 20만 6000석여의 석고를 보고하였다.)을 받았다.

### 도사 1국의 영주로서
게이초 6년(1601년)에 영지가 가게가와로부터 도사로 이동되어 우라토성에 입성하였다. 대폭적인 가증이 있어 딴 곳으로부터 들어왔던 다이묘는 그렇지 않아도 일손도 부족하게 되므로 현지에 있어 원래 가신을 고용하는 것이 일반적이었으나, 이치료구소쿠(一領具足)을 중심으로 하는 옛 조소카베 일족의 무사의 다수는 신영주에 반발해 도사국 내에서 많은 분쟁(옛 주군 조소카베 모리치카의 복귀를 원하는 등)을 일으켰다. 이것에 대해 가즈토요는 중요한 포스트를 외부로부터 들어온 인재로 굳혀서, 다네키하마에서의 토벌등 어디까지나 무단조치를 취해, 이것에 대등했다. 이 때문에 목숨을 위협받는 위험성이 있어 축성을 했을 때에는 5명의 가게무샤(影武者)와 함께 현지를 시찰했다.(가게무샤의 존재등은 기밀사항이었기 때문에 통상 기록에는 남아있지 않으나, 가즈토요의 경우에는 명기되어 있는 희귀한 사례이다.) 또 고치평야 내의 오타카사카산에 통치의 중심거점으로서 고치성을 축성해(부교는 세키가하라 전투 후 낭인이 된 도도 쓰나이에을 7000석으로 초빙해, 게이쵸 8년(1603년)에 완성한다.) 성 아래 마을의 정비를 행했다. 또, 이 때의 관위가 종4위하 도사노카미(土佐守)로 나아갔다.
또, 영내 백성에 대해 식중독을 신경써 가다랑어를 회로 먹는 것을 금지시켰다. 그러자 백성들은 가다랑어의 표면만 구워 회가 아니라고 주장하는 음식이 나타났으며, 이것이 가다랑어 다짐(タタキ)의 기원이 되었다고 전해진다.

## 같이 보기
- 야마우치 신사